# Sainte-Marie-Laumont
Sainte-Marie-Laumont là một xã ở tỉnh Calvados, thuộc vùng Normandie ở tây bắc nước Pháp.

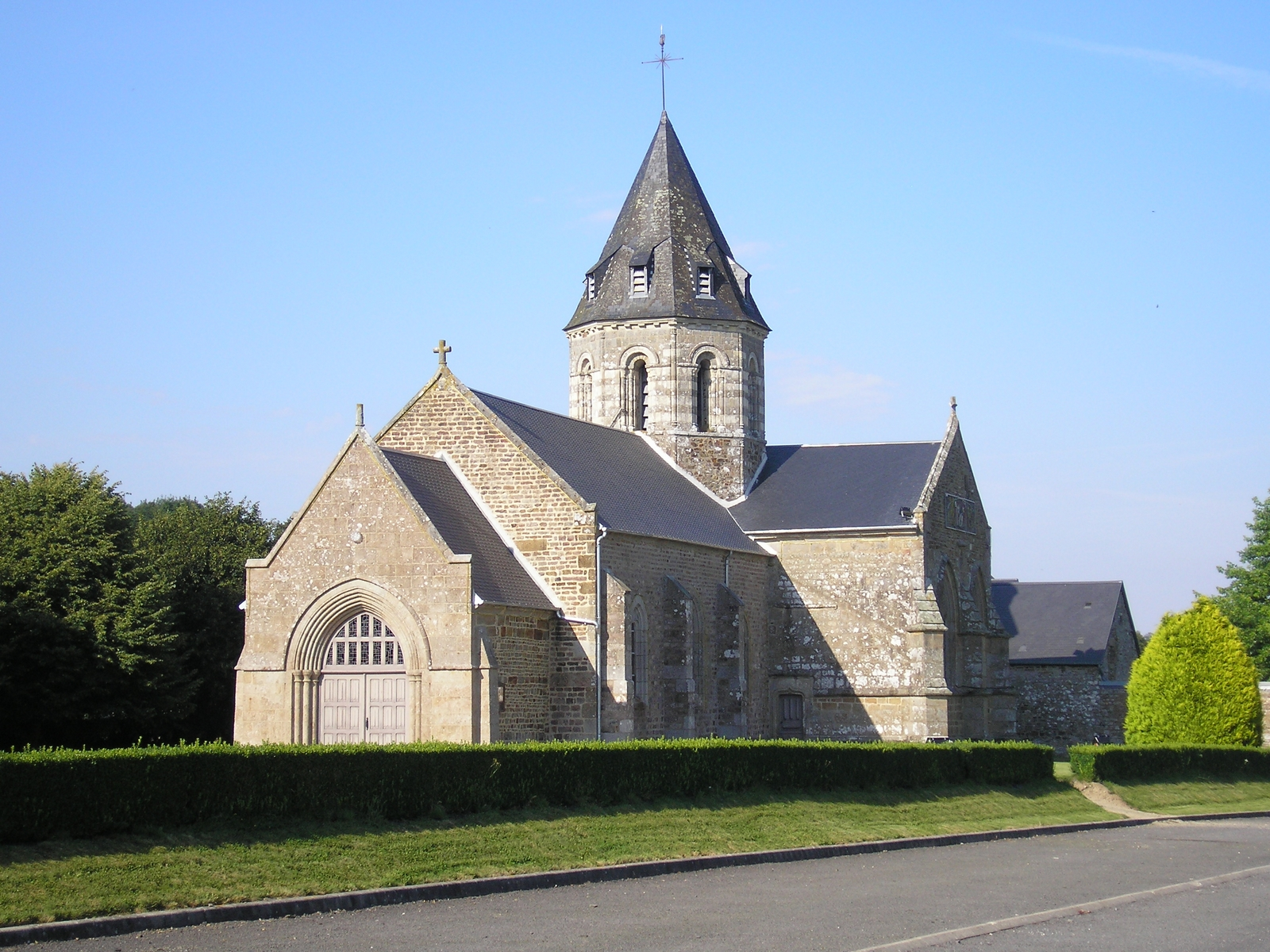
L'église de la Sainte-Vierge

## Dân số
| Năm | 1962 | 1968 | 1975 | 1982 | 1990 | 1999 | 2005 |
| --- | ---- | ---- | ---- | ---- | ---- | ---- | ---- |
| Dân số | 619  | 529  | 493  | 472  | 515  | 565  | 593  |
| From the year 1962 on: No double counting—residents of multiple communes (e.g. students and military personnel) are counted only once. 2005: Provisional population (annual survey). |      |      |      |      |      |      |      |